# Segestria sbordonii
Segestria sbordonii là một loài nhện trong họ Segestriidae.
Loài này thuộc chi Segestria. Segestria sbordonii được Paolo Marcello Brignoli miêu tả năm 1984.